# Accademia Perduta/Romagna Teatri
Accademia Perduta/Romagna Teatri è un Centro di produzione teatrale fondato nel 1982 come compagnia di teatro per ragazzi e diretto da Ruggero Sintoni e Claudio Casadio.
Produce spettacoli portati in tournée in Italia, Francia, Spagna, Portogallo, Svizzera, Belgio, Germania e in alcuni festival teatrali europei.

## Teatro Ragazzi
Tra le produzioni della compagnia compaiono: Cipì, il nido incantato (1991); Turandot (1997); Hansel e Gretel (2000); I musicanti di Brema (2003), vincitore del Premio ETI “Stregagatto” 2004 come ‘miglior spettacolo per ragazzi’; Pollicino (2004), vincitore del Festival di Teatro Ragazzi Momix di Kingersheim e del Biglietto d'Oro Agis – ETI; Bandiera, ballata per una foglia (2006); Il pifferaio magico (2008), L'Orchetto (2010), La cicala e la formica (2010), Il bosco delle storie (2012), Sotto la neve (2013), Un topo...due topi...tre topi...Un treno per Hamelin (2014). Nel 2009, 2010 e 2011 il Festival dei Due Mondi di Spoleto ospita la compagnia con un'antologia delle sue produzioni di teatro per ragazzi.
Gli spettacoli sono portati in scena da diverse formazioni artistiche; Claudio Casadio, direttore artistico e primattore della compagnia, ne è coinvolto sia in qualità di interprete che come autore e regista.

## Teatro d'impegno civile e sociale
Dagli anni '90, l'accademia ha sviluppato e prodotto anche progetti di Teatro d'Impegno civile e sociale: le due edizioni di Teatri per la verità (1993 e 1997), rassegne itineranti nei vari Teatri della Romagna con alcuni protagonisti del teatro e della musica d'autore italiani, i cui incassi sono stati devoluti all'Associazione dei parenti delle vittime della strage di Ustica; I-tigi Canto per Ustica con Marco Paolini e il Quartetto Vocale Giovanna Marini che ha debuttato nell'ambito di "Bologna 2000 Capitale Europea della Cultura" in occasione del 20º anniversario della Strage di Ustica; Maggio '43 (2004), monologo di Davide Enia che rievoca i bombardamenti su Palermo nel secondo conflitto mondiale; Ultimo volo – Orazione Civile per Ustica (2007), opera di teatro musicale di Pippo Pollina che debutta al Teatro Manzoni di Bologna in occasione del 27º anniversario della Strage di Ustica.

## Altre produzioni
Parallelamente la direzione artistica si occupa progetti culturali dedicati alla spiritualità come lo spettacolo La Passione di Mario Luz, e Natività a Faenza, proiettato sulla facciata anteriore del Teatro Masini di Faenza in occasione del Natale 2008 e invitato, nel 2009, al Festival della Spiritualità di New York e DivinaMente Roma.
La progettualità artistica di Accademia Perduta/Romagna Teatri si è poi estesa, a partire dal 2004, al nouveau cirque e al circo sociale. Nel primo caso, la direzione artistica ha ideato una forma di circo/teatro di piazza con artisti e acrobati che si esibiscono interagendo con palazzi e monumenti architettonici: ne sono esempi le edizioni de La notte delle Creature in Piazza del Popolo a Ravenna (2004, 2005, 2013) e in Piazza del Popolo a Faenza nel 2012 e La Compagnia di Icaro in Piazza Saffi a Forlì nel 2005. Per quanto riguarda il circo sociale, Accademia Perduta/Romagna Teatri ha organizzato per il Comune di Bagnacavallo (RA), dal 2007 al 2012, Il Circo della Pace. Il progetto, ideato dal direttore artistico Ruggero Sintoni e Alessandro Serena, ha avuto per protagoniste diverse realtà e scuole di Circo sociale del mondo: Parada e i ragazzi Bucarest, Sarakasi e gli acrobati di Nairobi, il colombiano Circo para Todos di Calì, Fondazione Mobile Mini Circus for Children di Kabul e gli artisti del progetto Homeless dell'Europa dell'est. Quest'ultimo progetto, nato appositamente per Il Circo della Pace, è stato vincitore del bando Cultura 2007-2013 della Commissione europea.
L'Accademia ha co-prodotto con RosettaFilm due documentari diretti dalla regista Roberta Torre: La notte quando è morto Pasolini e Itiburtinoterzo, presentati in festival cinematografici internazionali tra cui il Film Festival di Locarno.
Nel 2012 Accademia Perduta co-produce con il Teatro Stabile del Veneto la pièce Oscura immensità, scritta da Massimo Carlotto, interpretata da Claudio Casadio e Giulio Scarpati e diretta da Alessandro Gassmann. La collaborazione con lo scrittore Massimo Carlotto prosegue nel 2014 con lo spettacolo Il mondo non mi deve nulla che vede protagonisti Pamela Villoresi e Claudio Casadio, con la regia di Francesco Zecca. 
Con Società per Attori co-produce nel 2015 Mar del Plata di Claudio Fava, nel 2018 La Classe di Vincenzo Manna, nel 2021 lo spettacolo di graphic novel theatre L'Oreste di Francesco Niccolini che debutta al Festival Lucca Comics&Games.
Nel 2021 Accademia Perduta/Romagna Teatri vince il Premio Nazionale Enriquez nella categoria Teatro Contemporaneo - sezione Teatro Ragazzi e d'impegno civile e sociale.